# Edmond Rigo
Edmond Rigo (Beyne-Heusay, 23 juli 1948 - Luik, 24 augustus 1985) was een Belgisch volksvertegenwoordiger.

## Levensloop
Rigo werd nucleair ingenieur en was van 1973 tot 1976 gedetacheerde op het Direction générale de l’enseignement de la province de Liège.
Als militant van de Parti Socialiste Belge en later de Parti Socialiste werd hij in oktober 1970 verkozen tot gemeenteraadslid van Beyne-Heusay en werd onmiddellijk burgemeester van de gemeente, waardoor hij op 22-jarige leeftijd toen de jongste burgemeester van België was. Ook na de fusie met Bellaire en Queue-du-Bois in 1976, bleef Rigo burgemeester van de gemeente. Bij de gemeenteraadsverkiezingen van 1982 slaagde hij erin om opnieuw tot burgemeester verkozen te worden en bleef het tot aan zijn dood.
Hij was lid van het comité van de PSB-afdeling van het arrondissement Luik en voorzitter van de energiecommissie binnen de PSB. Hierdoor kreeg Rigo een plaats aangeboden op de lijst bij de parlementsverkiezingen en in december 1978 werd hij verkozen tot lid van de Kamer van volksvertegenwoordigers in het arrondissement Luik. Hierdoor maakte hij van 1980 tot 1985 ook deel uit van de Waalse Gewestraad en de Raad van de Franse Gemeenschap. Hij bleef lid van de Kamer tot aan zijn dood in 1985.
Als ondervoorzitter van de commissie Economie-Werk-Energie in de Kamer wachtte hem een belangrijke carrière, die echter afgebroken zou worden door zijn overlijden. In augustus 1985 overleed hij op amper 37-jarige leeftijd aan de gevolgen van een hartinfarct.